# 公民力量 (俄罗斯)

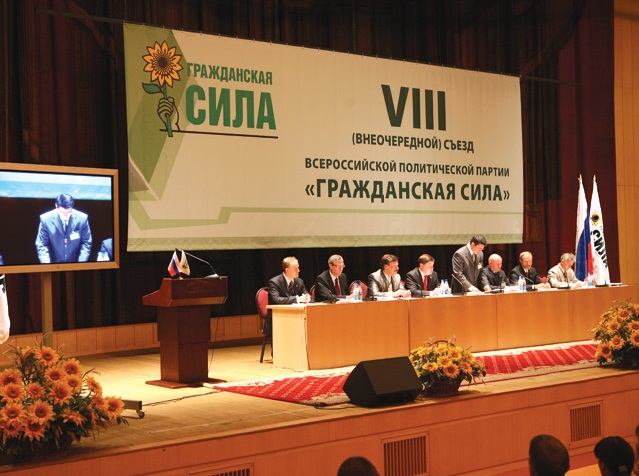
第八屆公民力量大會照片。

公民力量 （俄语：Гражданская сила）是一个自由主义的俄罗斯政党。该组织在2002年名为支持中小企业网络党，后于2004年改名 自由俄罗斯 ，2007年2月改为现名公民力量。
政治委员会成员包括：
- 米哈伊尔·巴什切夫斯基（英语：Mikhail Barshchevsky）
- 瓦尔迪斯·珀什（英语：Valdis Pelsh）
- 塔蒂亚娜·乌斯提诺娃
- 马克西姆·科诺年科（英语：Maxim Kononenko）
- 艾杜瓦德·乌斯宾斯基

## 历史
"自由俄罗斯"党于2004年成立，以中小型俄罗斯企业为基础。2006年10月8日，该党在诺夫哥罗德区的立法机构选举中超过了7%的限制。2006年11月，该党举行了第六次党代会。 2007年2月27日，俄罗斯政府高级理事会主席兼全权代表米哈伊尔·巴什切夫斯基召开新闻发布会。并确立了该党公民力量的原则。2007年4月中旬举行了组织会议。
该组织高级理事会主席是俄罗斯政府在最高宪法仲裁法院的全权代表米哈伊尔·巴什切夫斯基（自2006年12月以来的成员）。联邦政治委员会主席-该党创始人，2014年至2015年的商人亚历山大·里亚夫金是奥廖尔州的副州长。
该党在2007年选举中赢得了1.05%的选票，未超越7%的限制，因此在杜马中没有获得席位。
公民力量支持德米特里·阿纳托利耶维奇·梅德韦杰夫参与2008年俄罗斯总统选举。
2008年11月16日，它与右翼力量联盟和俄罗斯民主党合并组成成长党。
公民力量于2012年6月7日再次注册为政党。
该党鼓吹俄罗斯性交易合法化。
2014年选举中，该党在涅涅茨自治区地方议会中获得一个议席。

## 选举结果
公民力量宣布该党在2018年俄罗斯总统选举中唯一支持的参选人是时任总统弗拉基米尔·弗拉基米罗维奇·普京。

### 总统选举
| 选举年 | 参选人                                       | 首轮 | 首轮   | 次轮 | 次轮   |
| 选举年 | 参选人                                       | 得票 | 得票率 | 得票 | 得票率 |
| ------ | -------------------------------------------- | ---- | ------ | ---- | ------ |
| 2018   | 无参选人，赞同弗拉基米尔·弗拉基米罗维奇·普京 | N/A  | N/A    | N/A  | N/A    |